# Ramotswa
Ramotswa (auch Ramoutsa) ist eine Stadt in Botswana und liegt südwestlich von Gaborone.

## Bevölkerung
Ramotswa hat 21.601 Einwohner (Berechnung 2006).
Bevölkerungsentwicklung:
| Jahr              | Einwohner |
| ----------------- | --------- |
| 1981 (Zensus)     | 13.009    |
| 1991 (Zensus)     | 18.683    |
| 2001 (Zensus)     | 20.680    |
| 2006 (Berechnung) | 21.601    |

Bevölkerungszusammensetzung:
Ramotswa ist der Hauptort der Volksgruppe der BaLete, die zu den Nguni gehören.

## Wirtschaft
Die Wirtschaft der Stadt ist von der Mehlproduktion und kleineren metallverarbeitenden Betrieben geprägt. Ein Fünftel der Stadtfläche wird für die Landwirtschaft genutzt.
In Ramotswa besteht seit vielen Jahren das Bamalete Lutheran Hospital, das von der Hermannsburger Mission gegründet wurde. Dieses Krankenhaus versorgt große Teile des Südens Botswanas, in einigen Fachbereichen auch das gesamte Land medizinisch.

## Persönlichkeiten
- Linah Mohohlo (1952–2021), Bankerin und Verwaltungsbeamtin